# Динамо (Барнаул)
ФК «Дина́мо-Барнау́л» (рос. ФК «Динамо-Барнаул») — російський футбольний клуб із міста Барнаул. Виступає у другому дивізіоні чемпіонату Росії. Заснований 1957 року.

## Колишні назви
- «Урожай» (1957—1959)
- «Темп» (1960—1969)